# Bolivarita
Bolivarita is een kevergeslacht uit de familie van de boktorren (Cerambycidae). De wetenschappelijke naam van het geslacht werd voor het eerst geldig gepubliceerd in 1914 door Escalera.

## Soorten
Bolivarita is monotypisch en omvat slechts de volgende soort:
- Bolivarita oculata Escalera, 1914